# Christmas Saves the Year
Christmas Saves the Year è un singolo del duo musicale statunitense Twenty One Pilots, pubblicato l'8 dicembre 2020.

## Descrizione
Nel testo si fa riferimento alla possibilità di trovare la speranza e l'ottimismo nel Natale, persino in un anno particolarmente turbolento e negativo. È plausibile che il brano descriva nello specifico proprio il 2020, anno in cui il mondo intero è stato colpito dalla pandemia di COVID-19, con grandi perdite personali ed economiche per molte famiglie e interi settori lavorativi.

## Pubblicazione
I Twenty One Pilots hanno pubblicato a sorpresa il singolo al termine di una diretta su Twitch, nella quale il cantante del duo Tyler Joseph ha partecipato a un torneo del videogioco Fortnite per raccogliere donazioni destinate alla Make-A-Wish Foundation.

## Tracce
Testi e musiche di Tyler Joseph.
1. Christmas Saves the Year – 3:32

## Classifiche
| Classifica (2020)                | Posizione massima |
| -------------------------------- | ----------------- |
| Stati Uniti (alternative)        | 32                |
| Stati Uniti (rock & alternative) | 35                |